# Chris Blair
Christopher N. „Chris“ Blair (* 4. März 1978 in Invercargill) ist ein neuseeländischer Badmintonspieler.

## Karriere
Chris Blair gewann bei den Commonwealth Games 1998 Bronze mit dem neuseeländischen Männerteam. Vier Jahre später erkämpfte er sich erneut Bronze mit dem gemischten Team seines Landes. Bei der Ozeanienmeisterschaft 1999 holte er Bronze im Herrendoppel mit Geoffrey Bellingham. Zwei Jahre später wurde er in der gleichen Disziplin Zweiter bei den Australia Open.

## Sportliche Erfolge
| Saison | Veranstaltung          | Disziplin    | Platz | Name                                 |
| ------ | ---------------------- | ------------ | ----- | ------------------------------------ |
| 1996   | New Zealand Open       | Mixed        | 5     | Chris Blair / Fiona Dunn             |
| 1997   | La Chaux de Fonds      | Herrendoppel | 5     | Chris Blair / Boris Reichel          |
| 1997   | New Zealand Open       | Mixed        | 5     | Chris Blair / Fiona Dunn             |
| 1997   | New Zealand Open       | Herrendoppel | 5     | Chris Blair / Stephen Sanderson      |
| 1997   | New Zealand Open       | Herreneinzel | 3     | Chris Blair                          |
| 1998   | Commonwealth Games     | Team         | 3     | Neuseeland                           |
| 1998   | Auckland International | Herreneinzel | 3     | Chris Blair                          |
| 1999   | Ozeanienmeisterschaft  | Herrendoppel | 3     | Chris Blair / Geoffrey Bellingham    |
| 2000   | New Zealand Open       | Mixed        | 2     | Chris Blair / Sara Runesten-Petersen |
| 2000   | New Zealand Open       | Herrendoppel | 3     | Nicholas Hall / Geoffrey Bellingham  |
| 2000   | Auckland International | Herrendoppel | 1     | Geoff Bellingham / Chris Blair       |
| 2001   | Australia Open         | Herrendoppel | 2     | Chris Blair / Daniel Shirley         |
| 2001   | Austrian International | Herrendoppel | 3     | Chris Blair / Daniel Shirley         |
| 2001   | Auckland International | Herrendoppel | 2     | Chris Blair / Daniel Shirley         |
| 2001   | Auckland International | Mixed        | 3     | Chris Blair / Rhona Robertson        |
| 2002   | Commonwealth Games     | Team         | 3     | Neuseeland                           |
| 2002   | Auckland International | Herrendoppel | 2     | Chris Blair / Craig Cooper           |
| 2002   | Auckland International | Mixed        | 2     | Chris Blair / Bei Wu                 |